# Змиоркоподобни
 Тази статия е за разреда риби.  За надразреда вижте Змиоркоподобни (надразред).  
Змиоркоподобни (Anguilliformes) са биологичен разред риби, в който има 4 подразреда, 15 семейства, 110 рода и 400 вид вида. Повечето змиоркоподобни са хищни риби.
Притежават силно издължено тяло с кръгло сечение и гола кожа. Липсват коремни плавници, а гръбният и аналният са слети с опашния. Обикновено се придвижват пълзейки по дъното или плуват, извивайки тялото си подобно на змия. В кръвта им се съдържат отровни вещества – ихтиотоксини.

## Класификация
- Подразред Anguilloidei
  - Семейство Anguillidae – Речни змиорки
  - Семейство Chlopsidae
  - Семейство Heterenchelyidae
  - Семейство Moringuidae
  - Семейство Muraenidae – Муренови
  - Семейство Myrocongridae
- Подразред Congroidei
  - Семейство Colocongridae
  - Семейство Congridae
    - включва семейство Macrocephenchelyidae

  - Семейство Derichthyidae
    - включва семейство Nessorhamphidae

  - Семейство Muraenesocidae
  - Семейство Nettastomatidae
  - Семейство Ophichthidae
- Подразред Nemichthyoidei
  - Семейство Nemichthyidae
  - Семейство Serrivomeridae
- Подразред Synaphobranchoidei
  - Семейство Synaphobranchidae
    - включва семействата Dysommidae, Nettodaridae и Simenchelyidae